# Brzednia
Brzednia – osada leśna w Polsce położona w województwie wielkopolskim, w powiecie śremskim, w gminie Dolsk.
W latach 1975–1998 miejscowość należała administracyjnie do województwa poznańskiego. Znajduje się tu Ośrodek Szkolenia Sportowego Forrest Brzednia.